# 特拉霍穆爾科德蘇尼加

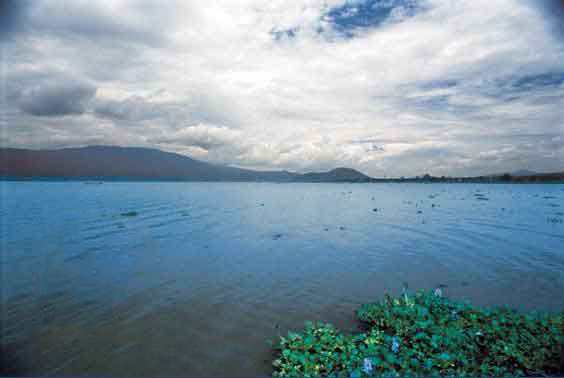

特拉霍穆爾科德蘇尼加（Tlajomulco de Zúñiga）是墨西哥的城市，由哈利斯科州負責管轄，面積637平方公里，海拔高度1,585米，每年平均降雨量822毫米，2010年人口416,626，95%居民信奉天主教。